# Otyń
Otyńⓘ (em alemão: Deutsch-Wartenberg, Wartenberg) é um município no oeste da Polônia. Pertence à voivodia da Lubúsquia, condado de Nowa Sól. É a sede da comuna urbano-rural de Otyń. Estende-se por uma área de 7,9 km², com 1 688 habitantes, segundo o censo de 31 de dezembro de 2021, com uma densidade populacional de 213,7 hab./km².
Está localizado na histórica Baixa Silésia, rio Śląska Ochla. Otyń teve os direitos de cidade nos anos de 1329 a 1945 e os recuperou em 1 de janeiro de 2018.

## História
Otyń foi mencionada pela primeira vez em 1322 e era então chamada de Wartinberg. Era uma cidade aberta, sem fortificações, pertencente ao Ducado de Żagań. Em meados do século XV, tornou-se propriedade cavalheiresca, quando os irmãos Hans e Nikiel von Rechenberg compraram a propriedade Otyń do rei Vladislau II da Hungria. Entre 1649 e 1776, a cidade pertenceu à ordem dos jesuítas. Em 1702, houve um incêndio na cidade, destruindo grande parte dela.
Em 14 de fevereiro de 1945, Otyń foi ocupada, sem luta, pelo exército soviético. Durante a ocupação da cidade, os russos incendiaram uma fábrica de bicicletas e saquearam o mosteiro. O fato de Otyń ter sido destituída de seu título de cidade após a guerra reduziu significativamente seu papel na área. Durante o período da República Popular da Polônia, a maior unidade de produção era uma fazenda agrícola estatal. 
Entre 1954 e 1972, a vila de Otyń foi a sede da gromada de Otyń. Em 1975–1998, a aldeia estava localizada na voivodia de Zielona Góra. Em 1970, Otyń era habitada por quase 1 100 pessoas.

## Demografia
Conforme os dados do Escritório Central de Estatística da Polônia (GUS) de 31 de dezembro de 2022, Otyń é uma cidade muito pequena com uma população de 1 732 habitantes (42.º, penúltimo lugar na voivodia da Lubúsquia e 900.º na Polônia), tem uma área de 7,87 km² (29.º lugar na voivodia da Lubúsquia e 689.º lugar na Polônia) e uma densidade populacional de 220,08 hab./km² (40.º lugar na voivodia da Lubúsquia e 818.º lugar na Polônia). Nos anos 2002–2021, o número de habitantes aumentou 23,9%.
Os habitantes de Otyń constituem cerca de 2,03% da população do condado de Nowa Sól, constituindo 0,18% da população da voivodia da Lubúsquia.
| Descrição                         | Total      | Total    | Mulheres   | Mulheres | Homens     | Homens   |
| --------------------------------- | ---------- | -------- | ---------- | -------- | ---------- | -------- |
| unidade                           | habitantes | %        | habitantes | %        | habitantes | %        |
| população                         | 1 732      | 100      | 846        | 48,8     | 886        | 51,2     |
| área                              | 7,87 km²   | 7,87 km² | 7,87 km²   | 7,87 km² | 7,87 km²   | 7,87 km² |
| densidade populacional (hab./km²) | 220,08     | 220,08   | 107,40     | 107,40   | 112,68     | 112,68   |

## Monumentos históricos
Conforme o registro do Instituto do Patrimônio Nacional, estão incluídos na lista de monumentos:
- Traçado urbano histórico, do século XIV ao século XIX
- Igreja paroquial da Exaltação da Santa Cruz, gótico tardio de 1585, reconstruída em 1607, 1704, torre reconstruída em 2013–2014 após desabar em 8 de agosto de 2012;[9] é atualmente o santuário de Nossa Senhora, a Rainha da Paz
- Complexo do mosteiro jesuíta dos séculos XVI-XVII, de 1703–1721:
  - Igreja
  - Ruínas de um castelo gótico do século XV, mais tarde um mosteiro jesuíta
- Câmara Municipal, Praça principal, clássica tardia do século XVIII, 1844 e XIX
- Casa rua Chrobrego 35, de meados do século XIX
- Complexo agrícola, rua Lipowa 7, do século XVIII:
  - Casa residencial
  - Pocilga, atualmente um celeiro
  - Celeiro — armazém
  - Avenida de tílias
- Casas na rua Mickiewicza do século XVIII e meados do século XIX
- Casa na rua Rejtana 9
- Casas na praça principal do século XVIII, meados do século XIX e de meados do século XX
- Casa na rua Sienkiewicza do século XVIII

## Esportes
O Clube Esportivo “Orzeł” Otyń operava na cidade, mas agora suspendeu suas atividades.

## Galeria

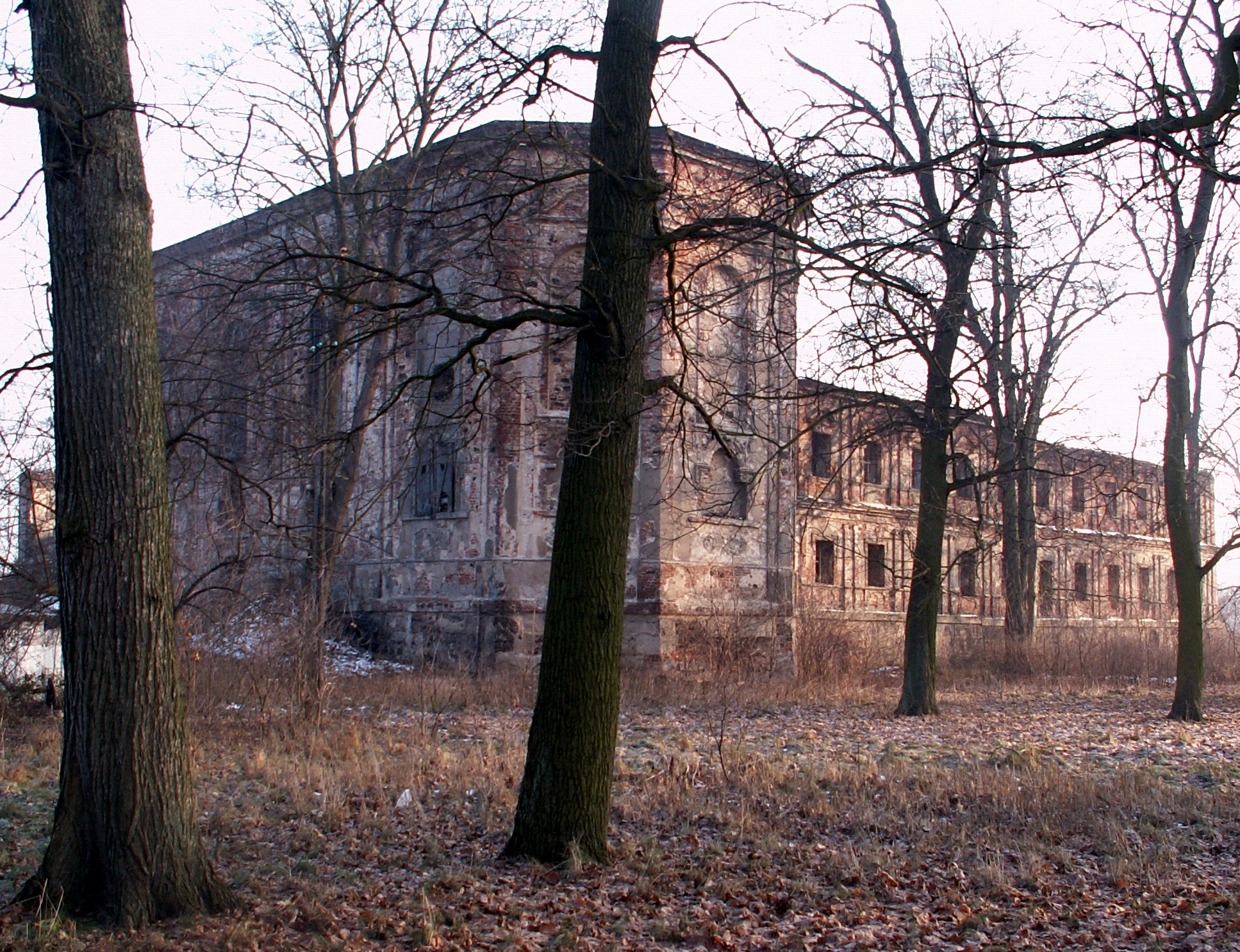
Ruínas do castelo
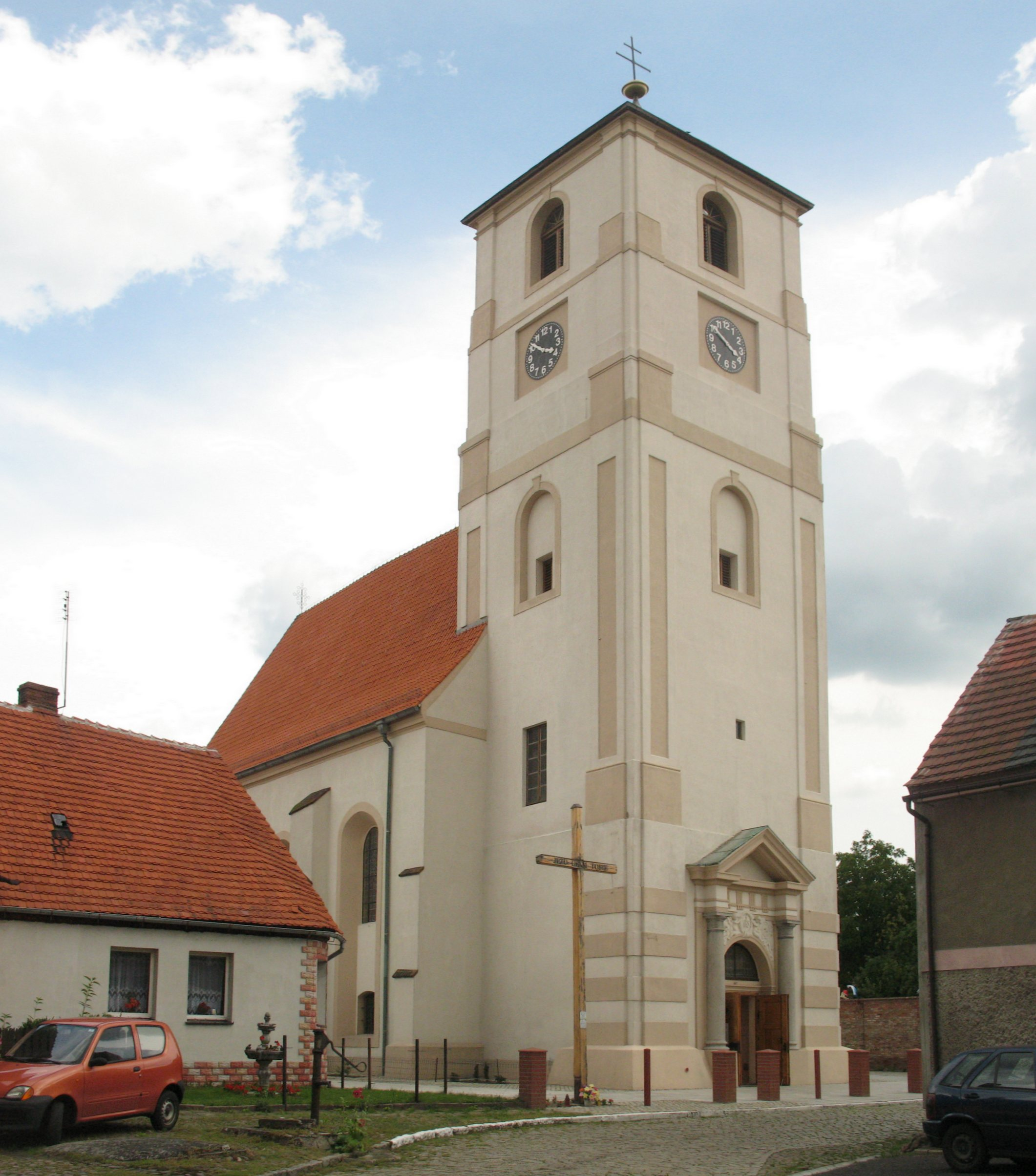
Igreja da Exaltação da Santa Cruz
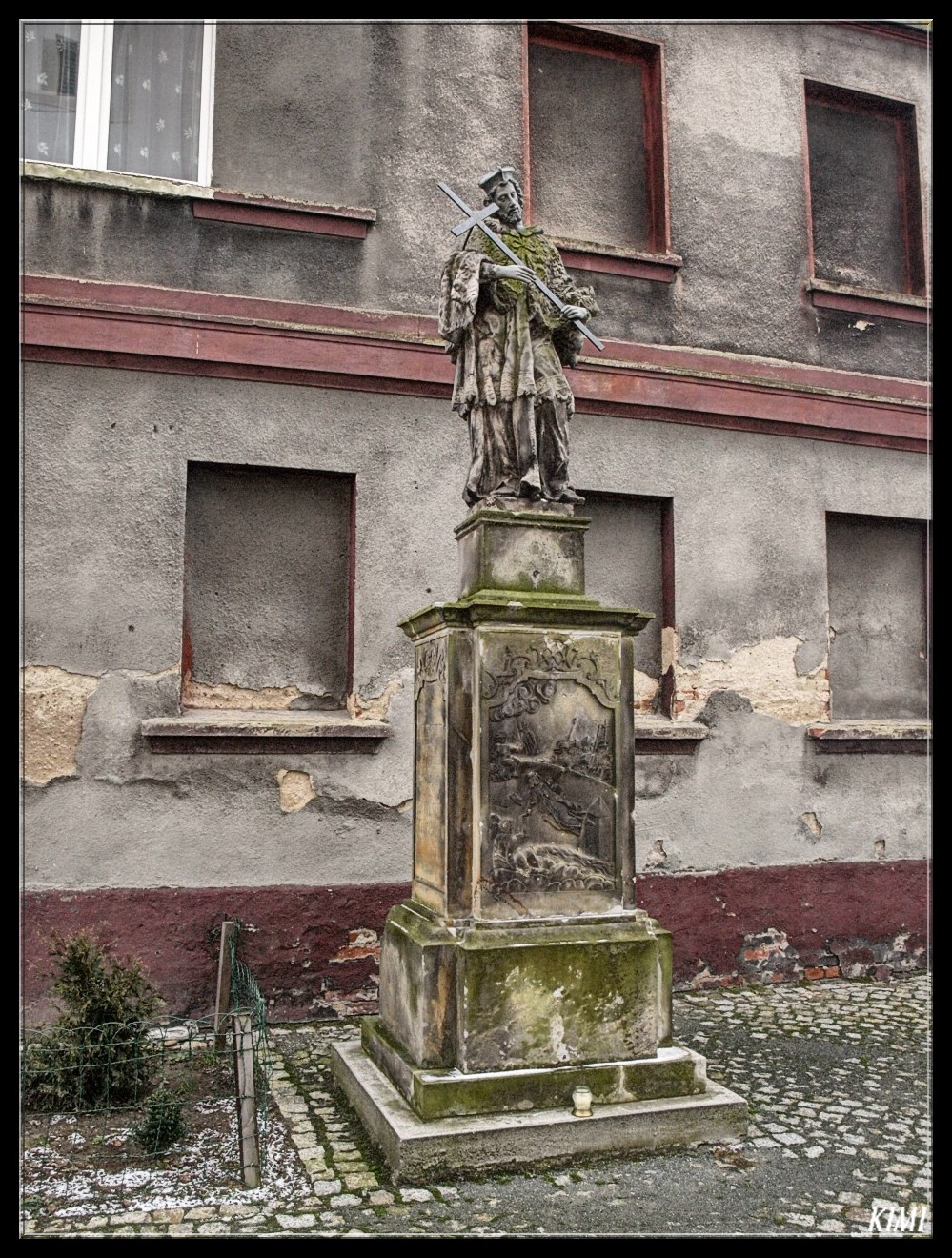
Imagem de São João Nepomuceno
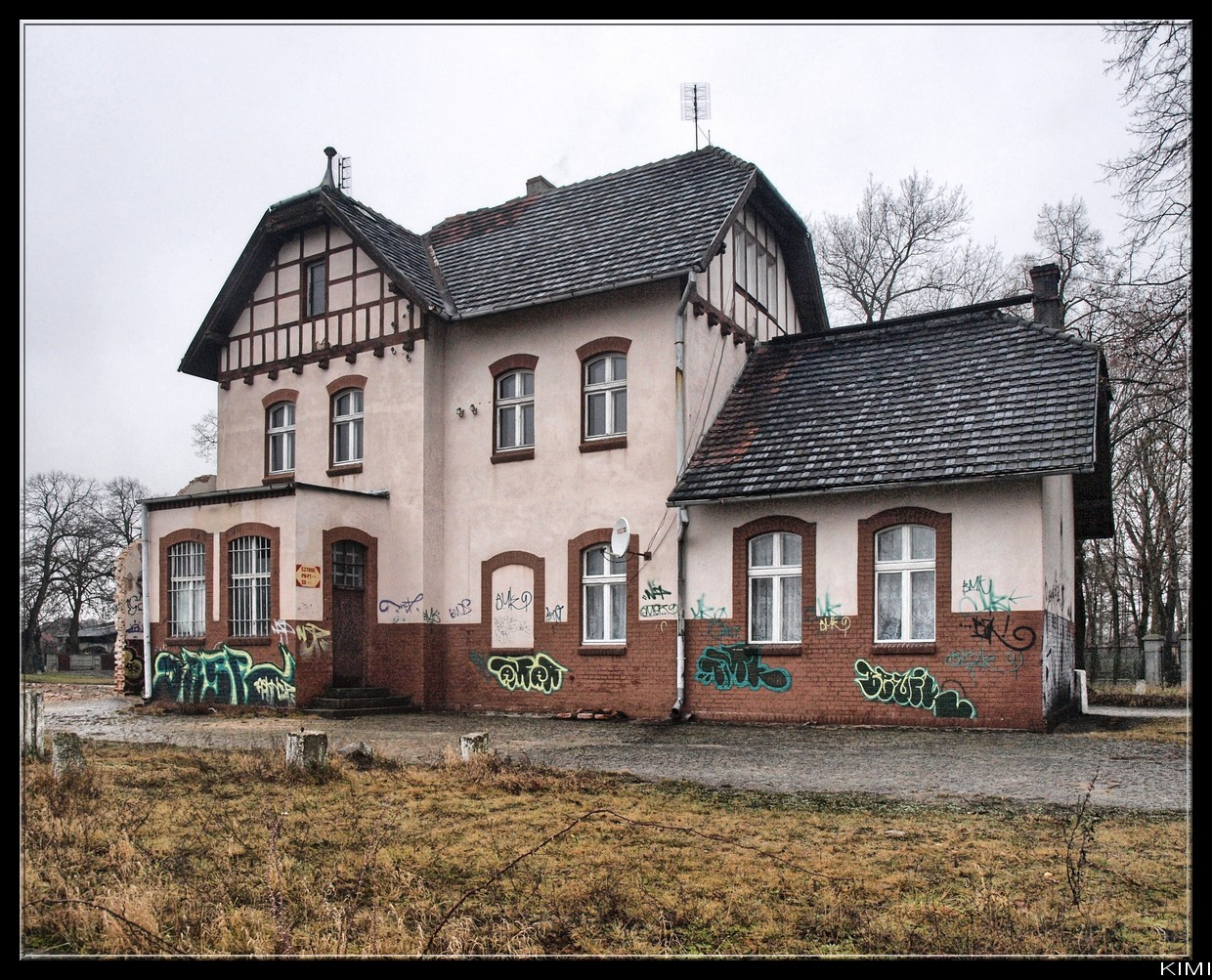
Estação ferroviária de Otyń